# 扩大企业经营自主权改革
扩大企业经营自主权，是中国针对国有企业改革提出的两项改革措施之一（另一项为厂长负责制）。扩大企业经营自主权的改革目的在于提高企业的生产和管理效率，推动全民所有制工业企业进入市场，增强企业活力，提高企业经济效益。

## 经营自主权的含义
根据1992年国务院《全民所有制工业企业转换经营机制条例》的第六条，企业经营权是指企业对国家授予其经营管理的财产享有占有、使用和依法处分的权利。在中国，经营自主权的主体较为广泛，包括社会主义市场经济中的所有类型的企业、经济组织、个体工商户、专业户等。而且，不同企业的经营自主权主体的经营自主权内容有所不同。

## 扩大国有企业经营自主权的历史
在中国，国有企业的所有权归属国家，在国民经济中所处的经济命脉地位，在收入再分配中扮演的重要角色，因此对于国有企业经营自主权的限定具有重要意义。这关系到中国经济的整体运行，大量国企工人生活状况，以及社会秩序的稳定。
改革开放之后，中共中央决定对国有企业进行改革。在经过一定时间的调查研究之后，国务院在1984年颁布了《国务院关于进一步扩大国营工业企业自主权的暂行规定》，拉开了扩大国有企业经营自主权的序幕。在此基础之上，随着改革的进一步深入，越来越多不同类型的企业开始出现，市场经济体制逐步确立，竞争机制开始发展。1992年，国务院颁布《全民所有制工业企业转换经营机制条例》，对国有企业的经营自主权做了进一步的确定。

## 国有企业经营自主权的内容
根据国务院《全民所有制工业企业转换经营机制条例》第二章关于企业经营权的规定，国有企业的经营权包括：
1. 生产经营决策权。企业根据国家的宏观计划指导和市场需要，有权自主作出生产经营决策，对于国家做出的指令性计划，企业有权要求与需方签订合同。
2. 产品、劳务定价权。企业生产所需要的大部分日用工业消费品、生产资料，产品、劳务定价等均由企业决定。
3. 产品销售权。企业可以在全国范围内自主销售本企业生产的指令性计划以外的产品，任何部门和地方政府不得对其采取封锁、限制和其他歧视性措施。
4. 物资采购权。在法律许可的范围内，企业有权自主选择购进物资的种类和数量。
5. 进出口权。企业可以在全国范围内自行选择外贸代理企业从事进出口业务，并有权参与同外商的谈判。在法律许可的范围内，企业可以自主进行涉外贸易，包括人员派出、设备进出口等。
6. 投资决策权。企业依照法律和国务院有关规定，有权以留用资金、实物、土地使用权、工业产权和非专利技术等向国内各地区、各行业的企业、事业单位投资，购买和持有其他企业的股份。经政府有关部门批准，企业可以向境外投资或者在境外开办企业。
7. 留用资金支配权。企业在保证实现企业财产保值、增殖的前提下，有权自主确定税后留用利润中各项基金的比例和用途，报政府有关部门备案。
8. 资产处置权。企业根据生产经营的需要，对一般固定资产，可以自主决定出租、抵押或者有偿转让；对关键设备、成套设备或者重要建筑物可以出租，经政府主管部门批准也可以抵押、有偿转让。法律和行政法规另有规定的除外。
9. 劳动用工权。企业按照面向社会、公开招收、全面考核、择优录用的原则，自主决定招工的时间、条件、方式、数量。企业的招工范围，法律和国务院已有规定的，从其规定。企业从所在城镇人口中招工，不受城镇内行政区划的限制。
10. 人事管理权。企业按照德才兼备、任人唯贤的原则和责任与权利相统一的要求，自主行使人事管理权。
11. 工资、奖金分配权。企业的工资总额依照政府规定的工资总额与经济效益挂钩办法确定，企业在相应提取的工资总额内，有权自主使用、自主分配工资和奖金。
12. 内部机构设置权。企业有权决定内部机构的设立、调整和撤销，决定企业的人员编制。
13. 拒绝摊派权。企业有权拒绝任何部门和单位向企业摊派人力、物力、财力。企业可以向审计部门或者其他政府有关部门控告、检举、揭发摊派行为，要求作出处理。

## 扩大企业经营自主权改革的影响

### 对劳动生产率的影响
国企改革对于社会中所有劳动力的生产率提高有着很明显的促进作用。
在92年大幅度的国有企业改革之后，根据中国国家统计局的全国年度统计报告，在1992年国企改革深化之后，工业部门全员劳动生产率取得明显提高。1991年相对于前一年增长6.1%，而到了1992年这一数据变成了19.5%，1993年数据为19.8%，1994年数据变为21.5%，这表明国企改革对全社会劳动力生产率都有了明显的提高，国企改革对于工人劳动生产率的提高具有极为明显的促进作用。

### 对国有企业发展的影响
从统计局的年度统计报告来看，扩大企业经营自主权一定程度上促进了国企发展。以年度产值增加的百分比为观测目标，1989年，全民所有制工业产值相对上一年度增加3.7%，1990年为2.9%，1991年为 8.4%， 1992年为14.4%，1993年为6.4%，1994年为5.5%，其中国有控股企业增长率为6.8%，1995年为7.2%，1996年为6.4%。这表明企业经营自主化之后，国有企业的产值增加明显升高。说明扩大企业经营自主权之后，国有工业部门的资源配置效率有一定的升高。

### 对企业管理和职工生活状况的影响
扩大企业生产经营自主权，实行厂长承包责任制改革推进之后，厂长在工厂和企业之中确立起绝对的权威，这样确实带来了企业效益的提高，但是与此同时也给企业造成很多负面影响，比如内部管理混乱，资金管理混乱，腐败现象严重。很多国有企业因此破产。生产经营自主权的扩大与价格双轨制的存在，一并使得寻租行为日益普遍，最终造成了一定程度的社会矛盾的激化。不少工人对工厂的管理现状表示不满，并最终导致了一些罢工等事件的发生。